# What3words
A what3words, röviden w3w egy 3 méteres felbontású geokódolási rendszer egy adott helyszín egyszerű és egyértelmű közléséhez. A What3words nehezen megjegyezhető alfanumerikus számsorok (pl. WGS84-koordináták vagy „plusz kódok”) helyett három szótári szó segítségével kódolja a földrajzi koordinátákat (például a New York-i Szabadság-Szobor helyét a 'planet.inches.most' szóhármassal kódolja). A what3words-nek van egy weboldala iOS és Android alkalmazásokhoz, valamint tartalmaz egy API-t, amelyen keresztül lehetővé teszi a kétirányú átalakítást a what3words cím és a szélességi/hosszúsági koordináták között.

## Története
Jack Waley-Cohen és Chris Sheldrick alapították 2013 júliusában, miután felfedezték, hogy egyes helyeket (pl. koncertek helyszíneit) nem lehet postacímekkel leírni. 2013 novemberében 500 000 dollár kezdőtőkére tett szert, majd 2014 márciusában további 1 000 000 dollárra. Befektetői közé tartozik Guy Westlake a Shutl-től.
Az online API 2013 novemberében jelent meg, az offline SDK pedig 2014 októberében készült el. Steven Ramage, a korábbi Ordnance Survey International ügyvezető igazgatója 2014 novemberében, Gary Gale pedig 2015 augusztusában csatlakozott.
Miután fogyasztóközpontú szolgáltatásként nem sikerült nyereségessé váljanak, a what3words átállt egy business-to-business modellre. 2018 januárjában a Mercedes-Benz megvásárolta a vállalat mintegy 10%-át, és bejelentette a What3words támogatását a Mercedes-Benz User Experience infotainment és navigációs rendszer jövőbeli verzióiban. A 2018 májusában bevezetett A-osztály lett az első jármű a világon, amelynek gyári navigációs rendszere támogatta a what3words-öt.
2020 januárjára a vállalat már 100 embert alkalmazott, és több mint 50 millió fontot gyűjtött össze a befektetőktől. 2021 márciusában bejelentették, hogy az ITV plc 2,7 millió angol font értékű részesedést vásárolt a what3words-ben, hogy használhassa a reklámfelületet.

## Tervezésének alapelvei
A what3words egy világrácsot használ, melyet 57 milliárd 3 x 3 méteres négyzet alkot. Minden négyzetet 3 szóval kódolnak; a sűrűbben lakott területek rövidebb, a gyéren lakottak hosszabb szavakból állnak. A 17 milliárd szárazföldi négyzet kódszavai az angolon kívül kilenc másik nyelven is elérhetőek: német, francia, spanyol, portugál, orosz, szuahéli, török, svéd, olasz. Nyelvészeti és egyéb okok miatt a megnevezett négyzetek háromszavas azonosítói a különböző nyelveken nem egymás tükörfordításai. Tervezik az arab, görög, hindi, joruba, setswana, japáni, bengáli, stb nyelvek bevezetését is. A what3words rendszer egy szabadalmaztatott algoritmuson keresztül működik, és csak egy mintegy 10 MB méretű fájlt tartalmaz nagy adatbázisok helyett. Eredetileg "OneWord" címeket is árusított, amelyeket évenkénti díjért tárolt, de ezt a funkciót törölték.
Minden what3words nyelv egy 25 000 szóból álló istát használ (az angol 40 000 szóra terjed ki, lefedve a tengereket, valamint a szárazföldeket is). A lista több automatizált és emberi feldolgozáson esett át, elemezve a szavak hangzását, gyakoriságát, betűzését és kiejtését. Az azonos hangalakú szavakat és a helyesírási változatokat úgy kezelik, hogy a lehető legkisebbre csökkentsék a lehetséges félreértéseket. A sértő szavak eltávolították. Az algoritmus a hasonló hangzású szókombinációkat eltérő helyre rakja, ezzel lehetővé teszi mind a humán, mind az automatizált hibaellenőrzést. Ha a három szó kombinációja némileg helytelen, az eredmény akkor is érvényes w3w referencia, viszont a helyszín olyan messze lesz a felhasználó által keresett területtől, hogy azonnal nyilvánvalóvá válik a hiba mind a felhasználónak, valamint az intelligens hibaellenőrzési rendszernek.
A what3words fő előnye a természetes szavak megjegyezhetősége és egyértelműsége a legtöbb ember számára a hétköznapi, és a nem-műszaki használatban. Az emberek könnyebben megjegyeznek ill. kommunikálnak 3 anyanyelvi szót, mint 16 számjegyet, tizedes pontokat, veszőket, N/S/E/W előtagokat, esetleg fok, perc, másodperc jeleket és ezek formátumait.
A what3words-nek vicces alternatívái is vannak, pl. a what3ducks, amely kacsafajták neveit, vagy a what3fucks, amely káromkodásokat használ a helyzetmeghatározáshoz.

## Használata
A what3words alkalmas a szélesség, hosszúság, GPS koordináták alternatív használatára ott, ahol postai címek nem léteznek. A fejlődő világban a postai irányítószám funkcióját veheti fel. Mongólia nemzeti postai kézbesítési szolgáltatása, a Mongol Post adaptálta a What3words-öt a postai szállításhoz az ország egész területén. Rio de Janeiro Rocinha nyomornegyedében a leveleket, csomagokat a Brazil Cartero Amigo helyi csomagküldő szolgálat a what3words segítségével szállítja ki. Hasonlóképp postai cím hiányának problémáját oldja meg az indiai nyomornegyedekben.
A what3words segíthet a szállítási, logisztikai, valamint az elektronikus kereskedelmi problémák megoldásában. Az OCHA javaslata szerint egy lehetséges módja a közösségi média katasztrófajelentéseknek, integrálva az ENSZ katasztrófa- valamint humanitárius figyelmeztető alkalmazását, UN-ASIGN-t. Továbbá integrálható térképészeti szoftverekbe, taxivállalatok, ingatlancégek, navigációs alkalmazások szoftvereibe.

## Díjai, elismerései
2015-ben a what3words megnyerte a Cannes Lions Nemzetközi Kreativitás Fesztivál innovációs nagydíját, továbbá szintén elnyerte a Tech Awards Sobrato Szervezet Gazdasági Fejlődés Díját.

## Külső hivatkozások
- Hivatalos weboldal

## Fordítás
Ez a szócikk részben vagy egészben a  What3words című angol Wikipédia-szócikk ezen változatának fordításán alapul.  Az eredeti cikk szerkesztőit annak laptörténete sorolja fel. Ez a jelzés csupán a megfogalmazás eredetét és a szerzői jogokat jelzi, nem szolgál a cikkben szereplő információk forrásmegjelöléseként.